# Jean-Louis Aubert
Jean-Louis Aubert (* 12. dubna 1955 Nantua) je francouzský zpěvák, kytarista a hudební skladatel. V roce 1976 spoluzaložil rockovou skupinu Téléphone. Po jejím rozpadu v roce 1986 se začal věnovat sólové kariéře a v roce 1987 vydal své první album Plâtre et ciment!. Složil rovněž hudbu k několika filmům, mezi které patří Tak dlouho tě miluji (2008) a Poslední na cestu (2009). Od roku 2013 je dvorním skladatelem režiséra Philippa Garrela. Složil hudbu ke čtyřem jeho snímkům – Žárlivost (2013), Ve stínu žen (2015), Milenec na jeden den (2017) a Le sel des larmes (2020).